# Grandview Heights
Grandview Heights és una població dels Estats Units a l'estat d'Ohio. Segons el cens del 2000 tenia 6.695 habitants.

## Demografia
Segons el cens del 2000, Grandview Heights tenia 6.695 habitants, 2.953 habitatges, i 1.742 famílies. La densitat de població era de 1.914,8 habitants/km².
Dels 2.953 habitatges en un 30,5% hi vivien nens de menys de 18 anys, en un 44,6% hi vivien parelles casades, en un 11,1% dones solteres, i en un 41% no eren unitats familiars. En el 32,2% dels habitatges hi vivien persones soles el 9,1% de les quals corresponia a persones de 65 anys o més que vivien soles. El nombre mitjà de persones vivint en cada habitatge era de 2,27 i el nombre mitjà de persones que vivien en cada família era de 2,92.
Per edats la població es repartia de la següent manera: un 24,7% tenia menys de 18 anys, un 6,8% entre 18 i 24, un 34,6% entre 25 i 44, un 23,5% de 45 a 60 i un 10,3% 65 anys o més.
L'edat mediana era de 36 anys. Per cada 100 dones de 18 o més anys hi havia 88,2 homes.
La renda mediana per habitatge era de 51.328 $ i la renda mediana per família de 63.713 $. Els homes tenien una renda mediana de 41.989 $ mentre que les dones 36.711 $. La renda per capita de la població era de 27.495 $. Aproximadament el 3% de les famílies i el 4,5% de la població estaven per davall del llindar de pobresa.

## Poblacions més properes
El següent diagrama mostra les poblacions més properes.